# 高笋乡
高笋乡，是中华人民共和国四川省乐山市沐川县下辖的一个乡镇级行政单位。

## 行政区划
高笋乡下辖以下地区：
康乐社区、民主村、龙和村、静云村、龙槽村、谷坝村、张岩村、杨弯村、光明村、安平村和川桥村。